# Аквафреска (Напуљ)
Аквафреска (итал. Acquafresca) је насеље у Италији у округу Напуљ, региону Кампанија.
Према процени из 2011. у насељу је живело 43 становника. Насеље се налази на надморској висини од 42 м.